# سیارک ۵۷۶۹
سیارک ۵۷۶۹ (به انگلیسی: 5769 Michard، نامگذاری:1987PL) پنج هزار و هفتصد و شصت و نهمین سیارک کشف شده‌است که در ۶ اوت ۱۹۸۷ کشف شد.
قدر مطلق سیارک برابر ۱۲٫۲۰ است.